# Élections législatives de 2022 dans la Loire
Les élections législatives françaises de 2022 se déroulent les 12 et 19 juin 2022. Dans la Loire, six sièges de députés sont à pourvoir dans le cadre de six circonscriptions.

## Résultats de l'élection présidentielle de 2022 par circonscription
| Circonscription | 1er tour | 1er tour | 1er tour  |         | 2d tour | 2d tour |
| Circonscription | Macron   | Le Pen   | Mélenchon | Macron  | Le Pen  |         |
| --------------- | -------- | -------- | --------- | ------- | ------- | ------- |
| Circonscription |          |          |           |         |         |         |
| 1re             | 26,07 %  | 20,37 %  | 28,66 %   | 63,72 % | 36,28 % |         |
| 2e              | 25,52 %  | 16,44 %  | 31,94 %   | 68,43 % | 31,57 % |         |
| 3e              | 26,65 %  | 26,16 %  | 19,95 %   | 55,80 % | 44,20 % |         |
| 4e              | 24,47 %  | 27,57 %  | 20,29 %   | 52,96 % | 47,04 % |         |
| 5e              | 28,61 %  | 27,03 %  | 16,51 %   | 54,23 % | 45,77 % |         |
| 6e              | 29,00 %  | 27,52 %  | 14,42 %   | 54,46 % | 45,54 % |         |

## Système électoral
Les élections législatives ont lieu au scrutin uninominal majoritaire à deux tours dans des circonscriptions uninominales.
Est élu au premier tour le candidat qui réunit la majorité absolue des suffrages exprimés et un nombre de voix au moins égal au quart (25 %) des électeurs inscrits dans la circonscription. Si aucun des candidats ne satisfait ces conditions, un second tour est organisé entre les candidats ayant réuni un nombre de voix au moins égal à un huitième des inscrits (12,5 %) ; les deux candidats arrivés en tête du premier tour se maintiennent néanmoins par défaut si un seul ou aucun d'entre eux n'a atteint ce seuil. Au second tour, le candidat arrivé en tête est déclaré élu.
Le seuil de qualification basé sur un pourcentage du total des inscrits et non des suffrages exprimés rend plus difficile l'accès au second tour lorsque l'abstention est élevée. Le système permet en revanche l'accès au second tour de plus de deux candidats si plusieurs d'entre eux franchissent le seuil de 12,5 % des inscrits. Les candidats en lice au second tour peuvent ainsi être trois, un cas de figure appelé « triangulaire ». Les second tours où s'affrontent quatre candidats, appelés « quadrangulaire » sont également possibles, mais beaucoup plus rares.

### Partis et nuances
Les résultats des élections sont publiés en France par le ministère de l'Intérieur, qui classe les partis en leur attribuant des nuances politiques. Ces dernières sont décidées par les préfets, qui les attribuent indifféremment de l'étiquette politique déclarée par les candidats, qui peut être celle d'un parti ou une candidature sans étiquette.
En 2022, seules les coalitions Ensemble (ENS) et Nouvelle Union populaire écologique et sociale (NUP), ainsi que le Parti radical de gauche (RDG), l'Union des démocrates et indépendants (UDI), Les Républicains (LR), le Rassemblement national (RN) et Reconquête (REC) se voient attribuer  une nuance propre,,.
Tous les autres partis se voient attribuer l'une ou l'autre des nuances suivantes : DXG (divers extrême gauche), DVG (divers gauche), ECO (écologiste), REG (régionaliste), DVC (divers centre), DVD (divers droite), DSV (droite souverainiste) et DXD (divers extrême droite). Des partis comme Debout la France ou Lutte ouvrière ne disposent ainsi pas de nuance propre, et leurs résultats nationaux ne sont pas publiés séparément par le ministère, car mélangés avec d'autres partis (respectivement dans les nuances DSV et DXG),.

## Sondages

### 1recirconscription de la Loire

#### Premier tour
| Sondeur  | Date      | Échantillon | LO       | NUPES |         | PRG | LREM      | UDC | DVD            | RN     | REC     |
| Sondeur  | Date      | Échantillon | LO       | EÉLV  | PS      | PRG | LREM      | UDC | DVD            | RN     | REC     |
| Sondeur  | Date      | Échantillon | Brossard | Copin | Courbon |     | Bataillon |     | Perrin-Patural | Beraud | Dussard |
| -------- | --------- | ----------- | -------- | ----- | ------- | --- | --------- | --- | -------------- | ------ | ------- |
| Sondeur  | Date      | Échantillon |          |       |         |     |           |     |                |        |         |
| Viavoice | 11-15 mai | 990         | 2 %      | 33 %  | —       | 1 % | 31 %      | 6 % | 3 %            | 17 %   | 7 %     |
| Viavoice | 11-15 mai | 990         | 2 %      | —     | 40 %    | 1 % | 27 %      | 6 % | 2 %            | 16 %   | 7 %     |
| Viavoice | 11-15 mai | 990         | 2 %      | 20 %  | 25 %    | 0 % | 24 %      | 5 % | 2 %            | 17 %   | 6 %     |

#### Second tour
| Sondeur  | Date      | Échantillon | NUPES |         | LREM (Ensemble) |
| Sondeur  | Date      | Échantillon | EÉLV  | PS      | LREM (Ensemble) |
| Sondeur  | Date      | Échantillon | Copin | Courbon | Bataillon       |
| -------- | --------- | ----------- | ----- | ------- | --------------- |
| Sondeur  | Date      | Échantillon |       |         |                 |
| Viavoice | 11-15 mai | 990         | —     | 56 %    | 44 %            |
| Viavoice | 11-15 mai | 990         | 46 %  | —       | 54 %            |

## Résultats

### Élus
| Circonscription                                 | Député sortant         | Parti | Parti     | Groupe   | Député élu ou réélu      | Parti | Parti | Groupe    |
| ----------------------------------------------- | ---------------------- | ----- | --------- | -------- | ------------------------ | ----- | ----- | --------- |
| 1re                                             | Régis Juanico*         |       | G•s       | app. SOC | Quentin Bataillon        |       | LREM  | RE        |
| 2e                                              | Jean-Michel Mis        |       | LREM      | LREM     | Andrée Taurinya          |       | LFI   | LFI-NUPES |
| 3e                                              | Valéria Faure-Muntian* |       | LREM      | LREM     | Emmanuel Mandon          |       | MoDem | DEM       |
| 4e                                              | Dino Cinieri           |       | LR        | LR       | Dino Cinieri             |       | LR    | LR        |
| 5e                                              | Nathalie Sarles        |       | EC - LREM | LREM     | Antoine Vermorel-Marques |       | LR    | LR        |
| 6e                                              | Julien Borowczyk       |       | HOR       | LREM     | Jean-Pierre Taite        |       | LR    | LR        |
| * député sortant ne se représentant pas en 2022 |                        |       |           |          |                          |       |       |           |

### Résultats à l'échelle du département

#### Résultats par coalition
| Parti et coalition                                           | Parti et coalition                                           | Parti et coalition                             | Premier tour | Premier tour | Premier tour | Second tour   | Second tour   | Second tour | Total Sièges  | +/-           |  |
| Parti et coalition                                           | Parti et coalition                                           | Parti et coalition                             | Voix         | %            | Sièges       | Voix          | %             | Sièges      | Total Sièges  | +/-           |  |
| ------------------------------------------------------------ | ------------------------------------------------------------ | ---------------------------------------------- | ------------ | ------------ | ------------ | ------------- | ------------- | ----------- | ------------- | ------------- |  |
|                                                              |                                                              | La République en marche (LREM)                 | 21 131       | 8,69         | 0            | 23 456        | 11,23         | 1           | 1             | 2             |  |
|                                                              | Horizons (H)                                                 | 14 590                                         | 6,00         | 0            | 19 891       | 9,52          | 0             | 0           | Nv            |               |  |
|                                                              | En commun - La République en marche (EC - LREM)              | 11 842                                         | 4,87         | 0            | 15 245       | 7,30          | 0             | 0           | Nv            |               |  |
|                                                              | Mouvement démocrate (MoDem)                                  | 9 621                                          | 3,95         | 0            | 18 807       | 9,00          | 1             | 1           | en stagnation |               |  |
| Total Ensemble (ENS)                                         | Total Ensemble (ENS)                                         | 57 184                                         | 23,51        | 0            | 77 399       | 37,05         | 2             | 2           | 2             |               |  |
|                                                              |                                                              | La France insoumise (LFI)                      | 40 013       | 16,45        | 0            | 27 840        | 13,33         | 1           | 1             | 1             |  |
|                                                              | Parti communiste français (PCF)                              | 8 858                                          | 3,64         | 0            | 14 006       | 6,71          | 0             | 0           | en stagnation |               |  |
|                                                              | Europe Écologie Les Verts (EELV)                             | 6 487                                          | 2,67         | 0            | 12 166       | 5,82          | 0             | 0           | en stagnation |               |  |
| Total Nouvelle Union populaire écologique et sociale (NUPES) | Total Nouvelle Union populaire écologique et sociale (NUPES) | 55 358                                         | 22,76        | 0            | 54 012       | 25,86         | 1             | 1           | en stagnation |               |  |
|                                                              | Rassemblement national (RN)                                  | Rassemblement national (RN)                    | 48 252       | 19,84        | 0            |               |               |             | 0             | en stagnation |  |
|                                                              |                                                              | Les Républicains (LR)                          | 46 631       | 19,17        | 0            | 77 472        | 37,09         | 3           | 3             | 2             |  |
|                                                              | Union des démocrates et indépendants (UDI)                   | 1 288                                          | 0,53         | 0            |              |               |               | 0           | en stagnation |               |  |
| Total Union de la droite et du centre (UDC)                  | Total Union de la droite et du centre (UDC)                  | 47 919                                         | 19,70        | 0            | 77 472       | 37,09         | 3             | 3           | 2             |               |  |
|                                                              |                                                              | Reconquête (REC)                               | 6 670        | 2,74         | 0            |               |               |             | 0             | Nv            |  |
|                                                              | Via, la voie du peuple (VIA)                                 | 4 170                                          | 1,71         | 0            | 0            | Nv            |               |             |               |               |  |
| Total Reconquête et alliés (REC)                             | Total Reconquête et alliés (REC)                             | 10 840                                         | 4,46         | 0            | 0            | Nv            |               |             |               |               |  |
|                                                              | Dissidents NUPES                                             | Dissidents NUPES                               | 6 935        | 2,85         | 0            | 0             | Nv            |             |               |               |  |
|                                                              | Parti radical de gauche (PRG)                                | Parti radical de gauche (PRG)                  | 3 744        | 1,54         | 0            | 0             | en stagnation |             |               |               |  |
|                                                              |                                                              | Les Patriotes (LP)                             | 1 256        | 0,52         | 0            | 0             | Nv            |             |               |               |  |
|                                                              | Debout la France (DLF)                                       | 1 232                                          | 0,51         | 0            | 0            | en stagnation |               |             |               |               |  |
| Total Union pour la France (UPF)                             | Total Union pour la France (UPF)                             | 2 488                                          | 1,02         | 0            | 0            | en stagnation |               |             |               |               |  |
|                                                              | Parti animaliste (PA)                                        | Parti animaliste (PA)                          | 2 461        | 1,01         | 0            | 0             | en stagnation |             |               |               |  |
|                                                              | Lutte ouvrière (LO)                                          | Lutte ouvrière (LO)                            | 2 378        | 0,98         | 0            | 0             | en stagnation |             |               |               |  |
|                                                              |                                                              | L'Écologie autrement (LÉA)                     | 1 451        | 0,60         | 0            | 0             | Nv            |             |               |               |  |
| Total Tous unis pour le vivant (TUPV)                        | Total Tous unis pour le vivant (TUPV)                        | 1 451                                          | 0,60         | 0            | 0            | en stagnation |               |             |               |               |  |
|                                                              | Écologie au centre (ÉAC)                                     | Écologie au centre (ÉAC)                       | 1 177        | 0,48         | 0            | 0             | en stagnation |             |               |               |  |
|                                                              | Dissidents Ensemble                                          | Dissidents Ensemble                            | 800          | 0,33         | 0            | 0             | Nv            |             |               |               |  |
|                                                              |                                                              | Alliance centriste (AC)                        | 376          | 0,15         | 0            | 0             | Nv            |             |               |               |  |
|                                                              | Sans étiquette                                               | 331                                            | 0,14         | 0            | 0            | Nv            |               |             |               |               |  |
| Total Les écologistes avec la majorité présidentielle (ÉMP)  | Total Les écologistes avec la majorité présidentielle (ÉMP)  | 707                                            | 0,29         | 0            | 0            | Nv            |               |             |               |               |  |
|                                                              | Parti ouvrier indépendant démocratique (POID)                | Parti ouvrier indépendant démocratique (POID)  | 572          | 0,24         | 0            | 0             | en stagnation |             |               |               |  |
|                                                              | Union des démocrates musulmans français (UDMF)               | Union des démocrates musulmans français (UDMF) | 325          | 0,13         | 0            | 0             | Nv            |             |               |               |  |
|                                                              | Allons enfants (AE)                                          | Allons enfants (AE)                            | 185          | 0,08         | 0            | 0             | Nv            |             |               |               |  |
|                                                              |                                                              | République souveraine (RS)                     | 130          | 0,05         | 0            | 0             | Nv            |             |               |               |  |
| Total La Raison du peuple (LRDP)                             | Total La Raison du peuple (LRDP)                             | 130                                            | 0,05         | 0            | 0            | Nv            |               |             |               |               |  |
|                                                              | Autres partis                                                | Autres partis                                  | 254          | 0,10         | 0            | 0             | en stagnation |             |               |               |  |
|                                                              | Sans étiquette (SE)                                          | Sans étiquette (SE)                            | 103          | 0,04         | 0            | 0             | en stagnation |             |               |               |  |
|                                                              |                                                              |                                                |              |              |              |               |               |             |               |               |  |
| Suffrages exprimés                                           | Suffrages exprimés                                           | Suffrages exprimés                             | 243 263      | 98,12        |              | 208 883       | 91,60         |             |               |               |  |
| Votes blancs                                                 | Votes blancs                                                 | Votes blancs                                   | 3 534        | 1,43         | 14 352       | 6,29          |               |             |               |               |  |
| Votes nuls                                                   | Votes nuls                                                   | Votes nuls                                     | 1 135        | 0,46         | 4 812        | 2,11          |               |             |               |               |  |
| Total                                                        | Total                                                        | Total                                          | 247 932      | 100          | 0            | 228 047       | 100           | 6           | 6             | en stagnation |  |
| Abstentions                                                  | Abstentions                                                  | Abstentions                                    | 268 493      | 51,99        |              | 288 513       | 55,85         |             |               |               |  |
| Inscrits/Participation                                       | Inscrits/Participation                                       | Inscrits/Participation                         | 516 425      | 48,01        | 516 560      | 44,15         |               |             |               |               |  |

#### Résultats par nuance
| Nuance                 | Nuance                                         | Nuance                 | Premier tour | Premier tour | Premier tour | Second tour | Second tour   | Second tour | Total Sièges | +/-           |  |
| Nuance                 | Nuance                                         | Nuance                 | Voix         | %            | Sièges       | Voix        | %             | Sièges      | Total Sièges | +/-           |  |
| ---------------------- | ---------------------------------------------- | ---------------------- | ------------ | ------------ | ------------ | ----------- | ------------- | ----------- | ------------ | ------------- |  |
|                        | Ensemble !                                     | ENS                    | 57 184       | 23,51        | 0            | 77 399      | 37,05         | 2           | 2            | 2             |  |
|                        | Nouvelle Union populaire écologique et sociale | NUP                    | 55 358       | 22,76        | 0            | 54 012      | 25,86         | 1           | 1            | en stagnation |  |
|                        | Rassemblement national                         | RN                     | 48 252       | 19,84        | 0            |             |               |             | 0            | en stagnation |  |
|                        | Les Républicains                               | LR                     | 46 631       | 19,17        | 0            | 77 472      | 37,09         | 3           | 3            | 2             |  |
|                        | Reconquête                                     | REC                    | 10 840       | 4,46         | 0            |             |               |             | 0            | Nv            |  |
|                        | Divers gauche                                  | DVG                    | 7 120        | 2,93         | 0            | 0           | Nv            |             |              |               |  |
|                        | Ecologistes                                    | ECO                    | 5 089        | 2,09         | 0            | 0           | en stagnation |             |              |               |  |
|                        | Parti radical de gauche                        | RDG                    | 3 744        | 1,54         | 0            | 0           | en stagnation |             |              |               |  |
|                        | Divers extrême gauche                          | DXG                    | 2 950        | 1,21         | 0            | 0           | en stagnation |             |              |               |  |
|                        | Droite souverainiste                           | DSV                    | 2 618        | 1,08         | 0            | 0           | en stagnation |             |              |               |  |
|                        | Union des démocrates et indépendants           | UDI                    | 1 288        | 0,53         | 0            | 0           | en stagnation |             |              |               |  |
|                        | Divers centre                                  | DVC                    | 1 234        | 0,51         | 0            | 0           | Nv            |             |              |               |  |
|                        | Divers droite                                  | DVD                    | 376          | 0,15         | 0            | 0           | en stagnation |             |              |               |  |
|                        | Divers                                         | DIV                    | 325          | 0,13         | 0            | 0           | en stagnation |             |              |               |  |
|                        | Divers extrême droite                          | DXD                    | 254          | 0,10         | 0            | 0           | en stagnation |             |              |               |  |
|                        |                                                |                        |              |              |              |             |               |             |              |               |  |
| Suffrages exprimés     | Suffrages exprimés                             | Suffrages exprimés     | 243 263      | 98,12        |              | 208 883     | 91,60         |             |              |               |  |
| Votes blancs           | Votes blancs                                   | Votes blancs           | 3 534        | 1,43         | 14 352       | 6,29        |               |             |              |               |  |
| Votes nuls             | Votes nuls                                     | Votes nuls             | 1 135        | 0,46         | 4 812        | 2,11        |               |             |              |               |  |
| Total                  | Total                                          | Total                  | 247 932      | 100          | 0            | 228 047     | 100           | 6           | 6            | en stagnation |  |
| Abstentions            | Abstentions                                    | Abstentions            | 268 493      | 51,99        |              | 288 513     | 55,85         |             |              |               |  |
| Inscrits/Participation | Inscrits/Participation                         | Inscrits/Participation | 516 425      | 48,01        | 516 560      | 44,15       |               |             |              |               |  |

### Cartes

Nuance politique des candidats arrivés en tête dans chaque commune au 1er tour.
Nuance politique des candidats arrivés en tête dans chaque commune au 2e tour.

### Résultats par circonscription

#### Première circonscription
Député sortant : Régis Juanico (Génération.s). Il ne souhaite pas se représenter mais est candidat en tant que suppléant de Pierrick Courbon pour le soutenir.
| Candidat                 | Candidat                    | Parti et coalition       | Nuance                   | Premier tour | Premier tour | Second tour | Second tour |
| Candidat                 | Candidat                    | Parti et coalition       | Nuance                   | Voix         | %            | Voix        | %           |
| ------------------------ | --------------------------- | ------------------------ | ------------------------ | ------------ | ------------ | ----------- | ----------- |
|                          | Quentin Bataillon           | LREM (ENS)               | ENS                      | 6 746        | 23,50        | 13 231      | 52,10       |
|                          | Laetitia Copin              | EÉLV (NUPES)             | NUP                      | 6 487        | 22,60        | 12 166      | 47,90       |
|                          | Pierrick Courbon            | PS diss.                 | DVG                      | 6 292        | 21,92        |             |             |
|                          | Marie Simon                 | RN                       | RN                       | 5 203        | 18,13        |             |             |
|                          | Samia Dussart               | REC                      | REC                      | 1 400        | 4,88         |             |             |
|                          | Alexia Ostyn                | UDI (UDC)                | UDI                      | 1 288        | 4,49         |             |             |
|                          | Frédérique Colombet         | LEA (TUPV)               | ECO                      | 375          | 1,31         |             |             |
|                          | Anne-Audrey Perrin-Patural, | SE (ÉMP)                 | DVC                      | 331          | 1,15         |             |             |
|                          | Pascale Fedinger            | PRG                      | RDG                      | 265          | 0,92         |             |             |
|                          | Romain Brossard             | LO                       | DXG                      | 183          | 0,64         |             |             |
|                          | Yakup Harmanci              | UDMF                     | DIV                      | 136          | 0,47         |             |             |
|                          |                             |                          |                          |              |              |             |             |
| Votes valides            | Votes valides               | Votes valides            | Votes valides            | 28 706       | 98,79        | 25 397      | 92,34       |
| Votes blancs             | Votes blancs                | Votes blancs             | Votes blancs             | 253          | 0,87         | 1 404       | 5,10        |
| Votes nuls               | Votes nuls                  | Votes nuls               | Votes nuls               | 98           | 0,34         | 702         | 2,55        |
| Total                    | Total                       | Total                    | Total                    | 29 057       | 100          | 27 503      | 100         |
| Abstention               | Abstention                  | Abstention               | Abstention               | 35 530       | 55,01        | 37 113      | 57,44       |
| Inscrits / participation | Inscrits / participation    | Inscrits / participation | Inscrits / participation | 64 587       | 44,99        | 64 616      | 42,56       |

#### Deuxième circonscription
Député sortant : Jean-Michel Mis (La République en marche).
| Candidat                 | Candidat                 | Parti et coalition       | Nuance                   | Premier tour | Premier tour | Second tour | Second tour |
| Candidat                 | Candidat                 | Parti et coalition       | Nuance                   | Voix         | %            | Voix        | %           |
| ------------------------ | ------------------------ | ------------------------ | ------------------------ | ------------ | ------------ | ----------- | ----------- |
|                          | Andrée Taurinya          | LFI (NUPES)              | NUP                      | 7 738        | 34,37        | 10 488      | 50,63       |
|                          | Jean-Michel Mis          | LREM (ENS)               | ENS                      | 6 161        | 27,36        | 10 225      | 49,37       |
|                          | Hervé Breuil             | RN                       | RN                       | 3 454        | 15,34        |             |             |
|                          | Marie-Camille Rey        | LR (UDC)                 | LR                       | 1 938        | 8,61         |             |             |
|                          | Francette Moreau         | REC                      | REC                      | 1 145        | 5,09         |             |             |
|                          | Zahra Bencharif          | PRG                      | RDG                      | 931          | 4,13         |             |             |
|                          | David Jacquemard         | PA                       | ECO                      | 371          | 1,65         |             |             |
|                          | Nathalie Douspis         | LEA (TUPV)               | ECO                      | 308          | 1,37         |             |             |
|                          | Sophie Dieterich         | LO                       | DXG                      | 234          | 1,04         |             |             |
|                          | Bernard Sirot            | POID                     | DXG                      | 133          | 0,59         |             |             |
|                          | Quentin Fontvieille      | SE                       | DVC                      | 103          | 0,46         |             |             |
|                          |                          |                          |                          |              |              |             |             |
| Votes valides            | Votes valides            | Votes valides            | Votes valides            | 22 516       | 98,40        | 20 713      | 93,72       |
| Votes blancs             | Votes blancs             | Votes blancs             | Votes blancs             | 263          | 1,15         | 983         | 4,45        |
| Votes nuls               | Votes nuls               | Votes nuls               | Votes nuls               | 104          | 0,45         | 405         | 1,83        |
| Total                    | Total                    | Total                    | Total                    | 22 883       | 100          | 22 101      | 100         |
| Abstention               | Abstention               | Abstention               | Abstention               | 28 033       | 55,06        | 28 835      | 56,61       |
| Inscrits / participation | Inscrits / participation | Inscrits / participation | Inscrits / participation | 50 916       | 44,94        | 50 936      | 43,39       |

#### Troisième circonscription
Députée sortante : Valéria Faure-Muntian (La République en marche).
| Candidat                 | Candidat                 | Parti et coalition       | Nuance                   | Premier tour | Premier tour | Second tour | Second tour |
| Candidat                 | Candidat                 | Parti et coalition       | Nuance                   | Voix         | %            | Voix        | %           |
| ------------------------ | ------------------------ | ------------------------ | ------------------------ | ------------ | ------------ | ----------- | ----------- |
|                          | Emmanuel Mandon          | MoDem (ENS)              | ENS                      | 9 621        | 25,70        | 18 807      | 57,32       |
|                          | Vincent Bony,            | PCF (NUPES)              | NUP                      | 8 858        | 23,66        | 14 006      | 42,68       |
|                          | Angelina La Marca        | RN                       | RN                       | 7 890        | 21,08        |             |             |
|                          | Axel Dugua               | LR (UDC)                 | LR                       | 5 060        | 13,52        |             |             |
|                          | Isabelle Surply          | REC                      | REC                      | 2 067        | 5,52         |             |             |
|                          | Éric Le Jaouen           | LREM diss.               | DVC                      | 800          | 2,14         |             |             |
|                          | Louis Caillon            | LFI diss.                | DVG                      | 643          | 1,72         |             |             |
|                          | Sandrine Léglise         | LP (UPF)                 | DSV                      | 545          | 1,46         |             |             |
|                          | Mariam Assaoune          | PRG                      | RDG                      | 479          | 1,28         |             |             |
|                          | Catherine Martin         | PA                       | ECO                      | 456          | 1,22         |             |             |
|                          | Pascal Besson,           | AC (ÉMP)                 | DVD                      | 376          | 1,00         |             |             |
|                          | Pauline Husseini         | LO                       | DXG                      | 327          | 0,87         |             |             |
|                          | Nina Morel               | AE                       | DVG                      | 185          | 0,49         |             |             |
|                          | Alexandre Vidal          | RS (LRDP)                | DSV                      | 130          | 0,35         |             |             |
|                          |                          |                          |                          |              |              |             |             |
| Votes valides            | Votes valides            | Votes valides            | Votes valides            | 37 437       | 97,84        | 32 813      | 91,79       |
| Votes blancs             | Votes blancs             | Votes blancs             | Votes blancs             | 719          | 1,88         | 2 420       | 6,77        |
| Votes nuls               | Votes nuls               | Votes nuls               | Votes nuls               | 108          | 0,28         | 515         | 1,44        |
| Total                    | Total                    | Total                    | Total                    | 38 264       | 100          | 35 748      | 100         |
| Abstention               | Abstention               | Abstention               | Abstention               | 45 258       | 54,19        | 47 776      | 57,20       |
| Inscrits / participation | Inscrits / participation | Inscrits / participation | Inscrits / participation | 83 522       | 45,81        | 83 524      | 42,80       |

#### Quatrième circonscription
Député sortant : Dino Cinieri (Les Républicains).
| Candidat                 | Candidat                 | Parti et coalition       | Nuance                   | Premier tour | Premier tour | Second tour | Second tour |
| Candidat                 | Candidat                 | Parti et coalition       | Nuance                   | Voix         | %            | Voix        | %           |
| ------------------------ | ------------------------ | ------------------------ | ------------------------ | ------------ | ------------ | ----------- | ----------- |
|                          | Dino Cinieri             | LR (UDC)                 | LR                       | 12 601       | 25,81        | 27 847      | 61,61       |
|                          | Bernard Paemelaere       | LFI (NUPES)              | NUP                      | 11 501       | 23,56        | 17 352      | 38,39       |
|                          | Anthony Gibert           | RN                       | RN                       | 10 555       | 21,62        |             |             |
|                          | Shannon Seban            | LREM (ENS)               | ENS                      | 8 224        | 16,84        |             |             |
|                          | Jean-Baptiste Rouquerol  | VIA                      | REC                      | 1 930        | 3,95         |             |             |
|                          | Pascal Thomas            | EAC                      | ECO                      | 1 177        | 2,41         |             |             |
|                          | Sana Belmouden           | PRG                      | RDG                      | 975          | 2,00         |             |             |
|                          | Sylvain Vigouroux        | LP (UPF)                 | DSV                      | 711          | 1,46         |             |             |
|                          | Sauveur Cuadros          | LO                       | DXG                      | 529          | 1,08         |             |             |
|                          | Véronique Vidal          | PA                       | ECO                      | 434          | 0,89         |             |             |
|                          | Aïcha Bint Zayd          | UDMF                     | DIV                      | 189          | 0,39         |             |             |
|                          |                          |                          |                          |              |              |             |             |
| Votes valides            | Votes valides            | Votes valides            | Votes valides            | 48 826       | 98,26        | 45 199      | 94,36       |
| Votes blancs             | Votes blancs             | Votes blancs             | Votes blancs             | 641          | 1,29         | 2 007       | 4,19        |
| Votes nuls               | Votes nuls               | Votes nuls               | Votes nuls               | 225          | 0,45         | 694         | 1,45        |
| Total                    | Total                    | Total                    | Total                    | 49 692       | 100          | 47 900      | 100         |
| Abstention               | Abstention               | Abstention               | Abstention               | 54 267       | 52,20        | 56 089      | 53,94       |
| Inscrits / participation | Inscrits / participation | Inscrits / participation | Inscrits / participation | 103 959      | 47,80        | 103 989     | 46,06       |

#### Cinquième circonscription
Députée sortante : Nathalie Sarles (En commun - La République en marche).
| Candidat                 | Candidat                 | Parti et coalition       | Nuance                   | Premier tour | Premier tour | Second tour | Second tour |
| Candidat                 | Candidat                 | Parti et coalition       | Nuance                   | Voix         | %            | Voix        | %           |
| ------------------------ | ------------------------ | ------------------------ | ------------------------ | ------------ | ------------ | ----------- | ----------- |
|                          | Antoine Vermorel-Marques | LR (UDC)                 | LR                       | 13 031       | 25,77        | 24 575      | 61,72       |
|                          | Nathalie Sarles          | EC - LREM (ENS)          | ENS                      | 11 842       | 23,41        | 15 245      | 38,28       |
|                          | Ismaël Stevenson         | LFI (NUPES)              | NUP                      | 10 292       | 20,35        |             |             |
|                          | Sandrine Granger         | RN                       | RN                       | 9 623        | 19,03        |             |             |
|                          | Raphaël Pessoa           | REC                      | REC                      | 2 058        | 4,07         |             |             |
|                          | Marilyne Emorine         | PRG                      | RDG                      | 1 094        | 2,16         |             |             |
|                          | Grégory Chevret          | LEA (TUPV)               | ECO                      | 768          | 1,52         |             |             |
|                          | Philippe Granchamp       | PA                       | ECO                      | 558          | 1,10         |             |             |
|                          | Kévin Cazottes Bosco     | DLF (UPF)                | DSV                      | 544          | 1,08         |             |             |
|                          | Édith Roche              | LO                       | DXG                      | 512          | 1,01         |             |             |
|                          | Yann Esteveny            | CIV                      | DXD                      | 254          | 0,50         |             |             |
|                          |                          |                          |                          |              |              |             |             |
| Votes valides            | Votes valides            | Votes valides            | Votes valides            | 50 576       | 97,83        | 39 820      | 88,40       |
| Votes blancs             | Votes blancs             | Votes blancs             | Votes blancs             | 820          | 1,59         | 3 842       | 8,53        |
| Votes nuls               | Votes nuls               | Votes nuls               | Votes nuls               | 304          | 0,59         | 1 383       | 3,07        |
| Total                    | Total                    | Total                    | Total                    | 51 700       | 100          | 45 045      | 100         |
| Abstention               | Abstention               | Abstention               | Abstention               | 50 603       | 49,46        | 57 266      | 55,97       |
| Inscrits / participation | Inscrits / participation | Inscrits / participation | Inscrits / participation | 102 303      | 50,54        | 102 311     | 44,03       |

#### Sixième circonscription
Député sortant : Julien Borowczyk (Horizons).
| Candidat                 | Candidat                 | Parti et coalition       | Nuance                   | Premier tour | Premier tour | Second tour | Second tour |
| Candidat                 | Candidat                 | Parti et coalition       | Nuance                   | Voix         | %            | Voix        | %           |
| ------------------------ | ------------------------ | ------------------------ | ------------------------ | ------------ | ------------ | ----------- | ----------- |
|                          | Julien Borowczyk         | H (ENS)                  | ENS                      | 14 590       | 26,43        | 19 891      | 44,26       |
|                          | Jean-Pierre Taite        | LR (UDC)                 | LR                       | 14 001       | 25,36        | 25 050      | 55,74       |
|                          | Grégoire Granger         | RN                       | RN                       | 11 527       | 20,88        |             |             |
|                          | Marie-Paule Olive        | LFI (NUPES)              | NUP                      | 10 482       | 18,99        |             |             |
|                          | Maylis Perrot,           | VIA                      | REC                      | 2 240        | 4,06         |             |             |
|                          | Marie-Belle Robinot      | DLF (UPF)                | DSV                      | 688          | 1,25         |             |             |
|                          | Catherine Briaut         | PA                       | ECO                      | 642          | 1,16         |             |             |
|                          | Yves Petiot              | LO                       | DXG                      | 593          | 1,07         |             |             |
|                          | Jacqueline Marcuccilli   | POID                     | DXG                      | 439          | 0,80         |             |             |
|                          |                          |                          |                          |              |              |             |             |
| Votes valides            | Votes valides            | Votes valides            | Votes valides            | 55 202       | 97,99        | 44 941      | 90,33       |
| Votes blancs             | Votes blancs             | Votes blancs             | Votes blancs             | 838          | 1,49         | 3 696       | 7,43        |
| Votes nuls               | Votes nuls               | Votes nuls               | Votes nuls               | 296          | 0,53         | 1 113       | 2,24        |
| Total                    | Total                    | Total                    | Total                    | 56 336       | 100          | 49 750      | 100         |
| Abstention               | Abstention               | Abstention               | Abstention               | 54 802       | 49,31        | 61 434      | 55,25       |
| Inscrits / participation | Inscrits / participation | Inscrits / participation | Inscrits / participation | 111 138      | 50,69        | 111 184     | 44,75       |